# 伊恩峰
伊恩峰（英語：Ian Peak），是南極洲的山峰，位於維多利亞地的彭內爾海岸，屬於鮑爾斯山脈的一部分，由新西蘭的探險隊以威靈頓維多利亞大學的地質學家命名，現時由南極條約體系管理。

## 外部連結
. . United States Geological Survey.   [2012-07-05].
71°31′S 163°59′E / 71.517°S 163.983°E